# Steffen Mengel
Steffen Mengel (* 2 de agosto de 1988 en Siedenburg (Sieden)) es un jugador de tenis de mesa alemán.

## Éxitos
- Circuito Mundial Junior oro en individual 2006
- Bélgica Open bronce en individual 2012
- Alemania Open Bronce en individual 2014
- Brasil Open Bronce en dobles 2007
- Polonia Open bronce en dobles 2017
- Campeonata de Europa oro 2002, 2003, 2006

## Privado
Mengel es fan de Roger Federer.